# 中央维护稳定工作领导小组办公室
中央维护稳定工作领导小组办公室，简称中央维稳办，是已撤销的中央维护稳定工作领导小组的办事机构，成立于2000年5月11日，设在中华人民共和国公安部内。

## 历史
1998年3月27日，中央维护稳定工作领导小组成立（与中央反腐败协调小组同日成立）。2000年5月11日，其办事机构中央维护稳定工作领导小组办公室经中央机构编制委员会批准在中华人民共和国公安部设立。
2018年3月中共中央印发的《深化党和国家机构改革方案》称，不再保留中央维护稳定工作领导小组办公室，相关职责并入中共中央政法委员会。

## 历任主任
1. 白景富（—2008年3月）
2. 刘　京（2008年3月—2009年10月）
3. 杨焕宁（2009年10月—2011年2月）
4. 李东生（2011年2月—2013年12月）
5. 刘金国（2014年1月—2015年1月）